# Списак националних паркова Новог Јужног Велса
Важнији национални паркови у Новом Јужном Велсу:
- Плаве планине (Blue Mountains National Park)
- Будери (Booderee National Park)
- Бордер Рејнџиз
- Бродвотер (Broadwater National Park)
- Кошћушко (Kosciuszko National Park)
- Ку-ринг-гај Чејс (Ku-ring-gai Chase National Park)
- Острво Лорда Хауа (Lord Howe Island Marine Park)
- Маунт Капјутар (Mount Kaputar National Park)
- Маунт Ворнинг (Mount Warning National Park)
- Најткап (Nightcap National Park)
- Ројал (Royal National Park)
- Тулум (Tooloom National Park)
- Тунамбар (Toonumbar National Park)
- Варумбанглс (Warrumbungles National Park)
- Волемај (Wollemi National Park)
- Јурагир (Yuraygir National Park)